# Drengene fra Brasilien (film)
 For alternative betydninger, se Drengene fra Brasilien. (Se også artikler, som begynder med Drengene fra Brasilien)
Drengene fra Brasilien (originaltitel: The Boys from Brazil) er en amerikansk dramafilm fra 1978, instrueret af Franklin J. Schaffner. Filmen er løst baseret på romanen af samme navn af Ira Levin og blev nomineret til tre Oscar-statuetter, herunder Gregory Peck for bedste mandlige hovedrolle. 

## Medvirkende
- Laurence Olivier – Ezra Lieberman
- Gregory Peck – Dr. Josef Mengele
- James Mason – Eduard Seibert
- Michael Gough – Mr. Harrington
- Wolf Kahler – Schwimmer
- Denholm Elliott – Sidney Beynon
- Walter Gotell – Mundt
- Bruno Ganz - Professor Brückner